# Liste der Bodendenkmäler in Meeder
Auf dieser Seite sind die Bodendenkmäler in der oberfränkischen Gemeinde Meeder zusammengestellt. Diese Tabelle ist eine Teilliste der Liste der Bodendenkmäler in Bayern. Grundlage ist die Bayerische Denkmalliste, die auf Basis des Bayerischen Denkmalschutzgesetzes vom 1. Oktober 1973 erstmals erstellt wurde und seither durch das Bayerische Landesamt für Denkmalpflege geführt wird. Die folgenden Angaben ersetzen nicht die rechtsverbindliche Auskunft der Denkmalschutzbehörde.

## Bodendenkmäler in Meeder
| Lage       | Objekt                                                                                           | Akten-Nr.     | Bild |
| ---------- | ------------------------------------------------------------------------------------------------ | ------------- | ---- |
| (Standort) | Bestattungsplatz mit Grabhügel vorgeschichtlicher Zeitstellung.                                  | D-4-5631-0009 |      |
| (Standort) | Bestattungsplatz mit Grabhügel vorgeschichtlicher Zeitstellung.                                  | D-4-5631-0010 |      |
| (Standort) | Bestattungsplatz mit Grabhügel vorgeschichtlicher Zeitstellung.                                  | D-4-5631-0011 |      |
| (Standort) | Bestattungsplatz mit Grabhügeln vorgeschichtlicher Zeitstellung.                                 | D-4-5631-0012 |      |
| (Standort) | Bestattungsplatz mit Grabhügel vorgeschichtlicher Zeitstellung.                                  | D-4-5631-0013 |      |
| (Standort) | Bestattungsplatz mit Grabhügel vorgeschichtlicher Zeitstellung.                                  | D-4-5631-0024 |      |
| (Standort) | Bestattungsplatz mit teils verebneten Grabhügeln vorgeschichtlicher Zeitstellung.                | D-4-5631-0025 |      |
| (Standort) | Bestattungsplatz mit Grabhügeln vorgeschichtlicher Zeitstellung.                                 | D-4-5631-0026 |      |
| (Standort) | Bestattungsplatz mit Grabhügeln vorgeschichtlicher Zeitstellung.                                 | D-4-5631-0027 |      |
| (Standort) | Bestattungsplatz mit verebnetem Grabhügel vorgeschichtlicher Zeitstellung.                       | D-4-5631-0028 |      |
| (Standort) | Bestattungsplatz mit verebneten Grabhügeln vorgeschichtlicher Zeitstellung.                      | D-4-5631-0029 |      |
| (Standort) | Bestattungsplatz mit verebneten Grabhügeln vorgeschichtlicher Zeitstellung.                      | D-4-5631-0030 |      |
| (Standort) | Bestattungsplatz mit verebneten Grabhügeln vorgeschichtlicher Zeitstellung.                      | D-4-5631-0031 |      |
| (Standort) | Freilandstation des Mesolithikums und Siedlung der Hallstattzeit.                                | D-4-5631-0033 |      |
| (Standort) | Siedlung des Neolithikums und Siedlung der jüngeren Latènezeit.                                  | D-4-5631-0041 |      |
| (Standort) | Freilandstation des Mesolithikums und Siedlung der Linearbandkeramik.                            | D-4-5631-0042 |      |
| (Standort) | Freilandstation des Mesolithikums.                                                               | D-4-5631-0043 |      |
| (Standort) | Bestattungsplatz mit Grabhügeln vorgeschichtlicher Zeitstellung.                                 | D-4-5631-0045 |      |
| (Standort) | Siedlung vor- und frühgeschichtlicher Zeitstellung.                                              | D-4-5631-0049 |      |
| (Standort) | Grabhügel vorgeschichtlicher Zeitstellung.                                                       | D-4-5631-0051 |      |
| (Standort) | Bestattungsplatz mit Grabhügel vorgeschichtlicher Zeitstellung.                                  | D-4-5631-0054 |      |
| (Standort) | Bestattungsplatz mit Grabhügeln vorgeschichtlicher Zeitstellung.                                 | D-4-5631-0055 |      |
| (Standort) | Befunde des Mittelalters und der frühen Neuzeit im Bereich der Evang.-Luth. Pfarrkirche          | D-4-5631-0063 |      |
| (Standort) | Befunde des Mittelalters und der frühen Neuzeit im Bereich des sog. Unteren Schlosses            | D-4-5631-0064 |      |
| (Standort) | Befunde des Mittelalters und der frühen Neuzeit im Bereich des sog. Oberen Schlosses             | D-4-5631-0065 |      |
| (Standort) | Befunde des Mittelalters und der frühen Neuzeit im Bereich des ehem. Ritterguts                  | D-4-5631-0066 |      |
| (Standort) | Siedlung des Jung- bis Endneolithikums.                                                          | D-4-5631-0067 |      |
| (Standort) | Befunde der frühen Neuzeit im Bereich der Evang.-Luth. Kirche von Ahlstadt.                      | D-4-5631-0068 |      |
| (Standort) | Untertägige Teile der frühneuzeitlichen Evang.-Luth. Filialkirche von Beuerfeld                  | D-4-5631-0071 |      |
| (Standort) | Archäologische Befunde des Mittelalters und der frühen Neuzeit                                   | D-4-5631-0073 |      |
| (Standort) | Befunde des Mittelalters und der frühen Neuzeit im Bereich von Schloss Moggenbrunn               | D-4-5631-0075 |      |
| (Standort) | Befunde des Mittelalters und der frühen Neuzeit im Bereich der Evang.-Luth. Filialkirche         | D-4-5631-0078 |      |
| (Standort) | Befunde des Mittelalters und der frühen Neuzeit im Bereich der neuzeitlichen Evang.-Luth. Kirche | D-4-5631-0080 |      |
| (Standort) | Befunde der frühen Neuzeit im Bereich eines ehem. Ritterguts in Wiesenfeld b.Coburg.             | D-4-5631-0082 |      |
| (Standort) | Befunde der frühen Neuzeit im Bereich des ehem. Ritterguts von Kleinwalbur.                      | D-4-5631-0084 |      |
| (Standort) | Bestattungsplatz mit verebnetem Grabhügel vorgeschichtlicher Zeitstellung.                       | D-4-5631-0096 |      |
| (Standort) | Obertägig sichtbare Teile der mittelalterliche Ortsbefestigung von Großwalbur.                   | D-4-5631-0097 |      |
| (Standort) | Verebneter mittelalterlicher Turmhügel.                                                          | D-4-5631-0099 |      |
| (Standort) | Freilandstation des Mesolithikums.                                                               | D-4-5731-0001 |      |
| (Standort) | Siedlung des Neolithikums.                                                                       | D-4-5731-0002 |      |
| (Standort) | Siedlung der Hallstattzeit.                                                                      | D-4-5731-0003 |      |